# Chilenoperla beschi
Chilenoperla beschi är en bäcksländeart som beskrevs av Joachim Illies 1963. Chilenoperla beschi ingår i släktet Chilenoperla och familjen Gripopterygidae. Inga underarter finns listade i Catalogue of Life.